# 685
685 је била проста година.

## Догађаји
- 10. јул – Цар Константин VI умире од дизентерије у Цариграду после 17-годишње владавине, а наследио га је његов 16-годишњи син Јустинијан II.
- Кубер, брат Аспаруха од Бугарске, побеђује Аваре у Срему (Панонија). Он води своје следбенике од око 70.000 људи у Македонију.
- 20. мај – Битка код Дун Нектајна: Пикти под краљем Бридејом III устају против својих владара из Нортамбрија. Катберт, бискуп Линдисфарна, саветује краља Егфрита од Нортамбрије да не напада Пиктланд (савремена Шкотска). Неустрашив, Егфритх покреће своју војску на север да би се сукобио са непријатељем код Дуникхена. Пикти, вероватно уз помоћ Шкота и Британаца Стратклајда, побеђују саксонску гарду, убијајући Егфрита, који је владао 15 година, разбијајући његову војску и приморавајући Англосаксонце да се повуку јужно од реке Форт.
- Краљ Еадрик се побунио против свог ујака Хлотххереа и победио га у борби. Постаје једини владар Кента до своје смрти 686.
- Битка код 'Ајн ал-Варде: Омајадска војска (20.000 људи) под Хусејном ибн Нумајром побеђује про-алидске Куфане код Рас ал-Ајна (Сирија).
- 7. мај – Калиф Марван I умире у Дамаску, а наследио га је његов син Абд ал-Малик ибн Марван.
- Мукхтар је контролисао већи део Ирака од октобра 685. до краја 686. године.
- Кинеска царица Ву Зетиан шаље пар џиновских панди на јапански двор цара Тенмуа, као дипломатски поклон. Ву Зетиан прогна свог сина Зхонг Зонга, бившег цара из династије Танг, и његову породицу на острво Фанг Џоу.
- 8. мај – Папа Бенедикт II умире у Риму после мање од 11 месеци епископства. Наследио га је папа Јован V као 82. римски папа.
- Јован Марон је изабран за првог патријарха у Маронитској цркви.

## Смрти
- Википедија:Непознат датум — Преподобни Анастасије Синајски - хришћански светитељ
- Википедија:Непознат датум — Константин IV Брадати - византијски владар од 668. до 685. године.